# ФК Јавор Ивањица
ФК Јавор Матис је српски фудбалски клуб из Ивањице. Тренутно се такмичи у Суперлиги Србије, првом такмичарском нивоу српског фудбала. Утакмице игра на стадиону ФК Јавор, који може да прими 3.000 гледалаца. Боје клуба су црвена и бела.

## Историја

### Рана историја
Клуб је један од најстаријих у Србији. Основали су га 1912. омладинци окупљени око студента Милана Радојевића, који је у то време једини имао неког искуства о фудбалској игри. Назвали су га ФК Јавор по оближњој планини. Утакмице су играли на терену Вашариште, који су добили од тадашњих општинских власти и који су радним акцијама преуредили у фудбалско игралиште. У то време у околини није било фудбалских клубова, па су утакмице најчешће играли међусобно подељени у две екипе.
У предратном периоду Јавор је веома активан. Из његових редова су и два тадашња репрезентативца Драган Јовановић-Жена и Бошко Петровић. После Другог светског рата у Јавору су поникли многи прволигашки играчи и репрезентативци, Србољуб Кривокућа, Владица Ковачевић, Петар Кривокућа и Радован Кривокућа.

### Пласман у Прву лигу
ФК Јавор се дуго такмичио у нижеразредним лигама, а 1994. ушао у Другу савезну лигу, да би се у сезони 2001/02 пласирао У Прву савезну лигу. Ту је провео једну сезону, да би се опет вратио у тада новоформирану Меридијан Суперлигу 2005/06. када и мења име у Хабитфарм Јавор према спонзору Фабрици лекова „Хабитфарм“. Од сезоне 2010/11. клуб више у свом називу не носи име компаније Хабитфарм, тако да се враћа на стари назив „ФК Јавор“.
Клуб има веома добро развијен скаутинг у афричким земљама, тако да је у дресу Јавора играло више афричких играча.
Јавор је редовни члан Супер лиге Србије. Након шест узастопних сезона у Суперлиги Србије, клуб је испао у Прву лигу Србије, али се након једне сезоне вратио у Суперлигу заузевши друго место са три бода мање од Радника, али шест бода више од Металца.

### Сезона 2017/18. и испадање из Суперлиге
У сезони 2017/18. Јавор се такмичио у Супер лиги Србије. Јавор је првенство започео победом у комшијском дербију против Борца, па нико није ни слутио да ће се на наредни тријумф чекати читавих једанаест утакмица, све до 12. кола и победе против београдског Рада у Ивањици. Ивањичани су се мало тргли и успели да у наредна два меча освоје четири бода (реми у гостима против Чукаричког и победа против Радника у Ивањици). Тако се, делом захваљујући и веома лошим издањима Бачке, Рада и Борца, Јавор након првог круга првенства нашао "изнад црте", на 14. месту, са 11 бодова. Утисак је покварио пораз од директног конкурента за опстанак, Бачке, у 15. колу. Испоставиће се да су ти бодови имали и велики утицај на крајњи исход сезоне.
Уследила је нова агонија, дуга шест кола, током које Јавор није успевао да дође до тријумфа и забележио је и неколико тешких пораза. Све је то условило и на пад на само дно првенствене табеле. Прилично изненађујуће, Ивањичани су у 22. колу забележили свој четврти тријумф у првенству и то тако што су декласирали Војводину у Новом Саду са 3:0. Поново је уследио низ мечева без победе, да би потом биле забележене две узастопне, против Младости и Земуна, а серија је прекинута поразом у контроверзној утакмици против нишког Радничког у Ивањици. Јавор се са шест бодова издигао изнад Рада и Борца, али су остали конкуренти за опстанак (Радник, Мачва, Земун) прилично одмакли у међувремену. До краја регуларног дела шампионата Јавор је успео још да у Ивањици одигра нерешено против Чукаричког и савлада Бачку, што му је донело улазак у плеј-аут са 14. места, "изнад црте".
Радник, Младост и Земун унели су у разигравање солидну залиху и није им било потребно много бодова да обезбеде опстанак. У плеј-аут Јавор је ушао са 13 бодова и после Рада освојио највише поена током разигравања: 11. Ипак, Рад се волшебно препородио, забележио чак четири победе и три ремија и са 15 освојених бодова у овој фази такмичења успео да обезбеди опстанак у елити. Борац је победио само једном, против незаинтересованог Радника, па се без праве борбе опростио од Супер лиге, док је Мачви 10 победа, уз само један пораз, било довољно за спас. Остало је да Јавор, Рад и Бачка у последњем колу одлуче о другом путнику у нижи ранг. Јавор и Рад су играли међусобно у Ивањици, а Бачка дочекала Борац. Јавор је водио са 1:0, имао и играча више у другом полувремену, али није успео да постигне још један погодак и остане у лиги. С друге стране, Борац је водио против Бачке са 2:1, али је завршио утакмицу са 9 играча, а домаћи тим успео да преокрене и у самом финишу утакмице постигне победоносни гол. Јавор је на тај начин испао из лиге.

### Повратак у Суперлигу
Након испадања, клуб се брзо стабилизовао и већ у првој сезони освојио 2. место и вратио се у Суперлигу Србије, где је освојио 13. место. После две сезоне, испали су поново у Прву лигу Србије.

## Стадион
Градски стадион у Ивањици или стадион ФК Јавор има капацитет 3.000 седећих места, југ (1471), исток (573), запад (723) и ложа (233). Стадион је комплетно реновиран 2002. године. Изграђена је јужна трибина, проширене источна и западна и постављене су столице. Том приликом направљене су и нове свлачионице. У августу 2015. на стадиону су постављени рефлектори, што је омогућило праћење утакмица у вечерњем термину. Утакмица између Јавора и Радничког из Ниша била је прва под рефлекторима а одиграна је 29. августа 2015. У марту 2017. постављен је нов семафор у вредности од око 60.000 евра.

## Успеси
- Куп Србије:
  - Финалиста (1): 2015/16.

## Новији резултати
| Сезона   | Ранг | Лига             | Позиција | ИГ | Д  | Н  | П  | ГД | ГП | ГР  | Бод     | Куп                |
| -------- | ---- | ---------------- | -------- | -- | -- | -- | -- | -- | -- | --- | ------- | ------------------ |
| 2006/07. | 2    | Прва лига Србије | 12.      | 38 | 15 | 9  | 14 | 35 | 42 | -7  | 54      | Шеснаестина финала |
| 2007/08. | 2    | Прва лига Србије | 1.       | 34 | 18 | 6  | 0  | 38 | 12 | +26 | 70      | Четвртфинале       |
| 2008/09. | 1    | Суперлига Србије | 4.       | 33 | 13 | 14 | 6  | 39 | 27 | +12 | 53      | Осмина финала      |
| 2009/10. | 1    | Суперлига Србије | 7.       | 30 | 8  | 14 | 8  | 22 | 23 | -1  | 38      | Шеснаестина финала |
| 2010/11. | 1    | Суперлига Србије | 8.       | 30 | 10 | 11 | 9  | 21 | 24 | -3  | 41      | Шеснаестина финала |
| 2011/12. | 1    | Суперлига Србије | 9.       | 30 | 11 | 6  | 13 | 28 | 32 | -4  | 39      | Четвртфинале       |
| 2012/13. | 1    | Суперлига Србије | 10.      | 30 | 9  | 7  | 14 | 38 | 40 | -2  | 34      | Полуфинале         |
| 2013/14. | 1    | Суперлига Србије | 15.      | 30 | 6  | 11 | 13 | 29 | 38 | -9  | 29      | Шеснаестина финала |
| 2014/15. | 2    | Прва лига Србије | 2.       | 30 | 17 | 10 | 3  | 47 | 19 | +28 | 61      | Шеснаестина финала |
| 2015/16. | 1    | Суперлига Србије | 13.      | 37 | 10 | 13 | 14 | 25 | 29 | -4  | 26 (43) | Финалиста          |
| 2016/17. | 1    | Суперлига Србије | 8.       | 37 | 11 | 10 | 16 | 34 | 50 | -16 | 22 (43) | Осмина финала      |
| 2017/18. | 1    | Суперлига Србије | 15.      | 37 | 10 | 6  | 21 | 33 | 57 | -24 | 24 (36) | Четвртфинале       |
| 2018/19. | 2    | Прва лига Србије | 2.       | 37 | 23 | 8  | 6  | 78 | 37 | +41 | 46 (77) | Осмина финала      |
| 2019/20. | 1    | Суперлига Србије | 13.      | 30 | 6  | 10 | 14 | 43 | 62 | -19 | 28      | Шеснаестина финала |
| 2020/21. | 1    | Суперлига Србије | 16.      | 38 | 12 | 10 | 16 | 45 | 53 | -8  | 46      | Осмина финала      |
| 2021/22. | 2    | Прва лига Србије | 2.       | 37 | 19 | 12 | 6  | 57 | 30 | +27 | 69      | Осмина финала      |
| 2022/23. | 1    | Суперлига Србије | 12.      | 37 | 9  | 10 | 18 | 35 | 56 | -21 | 37      | Шеснаестина финала |
| 2023/24. | 1    | Суперлига Србије | 13.      | 37 | 11 | 7  | 19 | 34 | 51 | -17 | 40      | Осмина финала      |
| 2024/25. | 2    | Прва лига Србије | 2.       | 37 | 19 | 12 | 6  | 44 | 25 | +19 | 69      | Осмина финала      |
| 2025/26. | 1    | Суперлига Србије | —        | —  | —  | —  | —  | —  | —  | —   | —       | —                  |

## Тренутни састав
Од 24. фебруара 2023.
| Бр. |           | Позиција | Играч             |
| --- | --------- | -------- | ----------------- |
| 1   | Србија    | Г        | Никола Поповић    |
| 2   | Србија    | О        | Милан Илић        |
| 3   | Србија    | О        | Милан Обрадовић   |
| 6   | Србија    | О        | Братислав Ђукић   |
| 7   | Србија    | С        | Лука Ратковић     |
| 8   | Србија    | С        | Лука Гојковић     |
| 9   | Гана      | С        | Ибрахим Танко     |
| 10  | Србија    | С        | Радивој Босић     |
| 11  | Србија    | О        | Стефан Милошевић  |
| 12  | Србија    | Г        | Александар Вулић  |
| 13  | Србија    | С        | Дино Долмагић     |
| 16  | Црна Гора | О        | Борис Копитовић   |
| 17  | Србија    | О        | Немања Г. Милетић |
| 18  | Србија    | Н        | Петар Гигић       |
| 19  | Бразил    | С        | Елиомар Силва     |

| Бр. |                     | Позиција | Играч               |
| --- | ------------------- | -------- | ------------------- |
| 20  | Француска           | С        | Бабакари Дукуре     |
| 21  | Србија              | С        | Дамир Салиховић     |
| 22  | Босна и Херцеговина | О        | Кристијан Тојчић    |
| 23  | Србија              | Г        | Ђорђе Лазовић       |
| 25  | Србија              | С        | Милан Ђурић         |
| 26  | Србија              | О        | Ђорђе Скоко         |
| 27  | Бразил              | С        | Емерсон Брито       |
| 28  | Јамајка             | С        | Норман Кембел       |
| 29  | Србија              | Н        | Алекса Бескорвајни  |
| 30  | Србија              | С        | Милош Адамовић      |
| 32  | Србија              | С        | Лука Боровић        |
| 33  | Србија              | С        | Стефан Вукашиновић  |
| 34  | Србија              | С        | Алекса Радоњић      |
| 98  | Босна и Херцеговина | Г        | Страхиња Манојловић |

## Познатији играчи
| - Михајло Пјановић - Србољуб Кривокућа - Петар Кривокућа - Раде Вељовић - Мирослав Вулићевић - Горан Гогић - Никола Игњатијевић - Дамир Кахриман | - Обиора Одита - Срђан Гашић - Ифеани Оњило - Вук Сотировић - Немања Супић - Милош Трифуновић - Радован Ћурчић |

## Познатији тренери
- Радован Ћурчић
- Славенко Кузељевић []
- Владан Милојевић
- Зоран Његуш
- Милош Веселиновић

## Галерија
- Милан Радојевић - оснивач клуба
- Чувена слика криве пречке. Сликано око 1920. године
- Сликано половином тридесетих година 20. века.
- Тим Јавора из 1957. године
- Тим Јавора из 1975. године
- Шампиони Прве лиге у сезони 2007/08.